# Peter M. Schlag
Peter Michael Schlag (* 22. April 1948 in Passau; † 28. Februar 2025) war ein deutscher onkologischer Chirurg und Hochschullehrer.

## Leben
Schlag absolvierte 1967 in Bad Tölz das Abitur. Anschließend studierte er an der Universität Düsseldorf Medizin, wo er 1973 das Staatsexamen erwarb und 1974 bei Wolfgang Staib mit der Arbeit Untersuchungen über den Zusammenhang zwischen Enzymaustritt und Elektrolytverschiebung in der Leber promoviert wurde. Seine Facharztausbildung in Chirurgie absolvierte er bis 1980 am Universitätsklinikum Ulm, unterbrochen von einem Forschungsaufenthalt bei Sydney Salmon an der University of Arizona in Tucson, Arizona. Weitere Forschungsstationen waren bei Bill McGuire an der University of Texas at San Antonio und bei George A. Higgins am Veterans Administration Surgical Adjuvant Cancer in Washington, D.C. 1981 habilitierte sich Schlag mit der Arbeit Klinische und tierexperimentelle Untersuchungen zur Ätiopathogenese des Carcinoms im operierten Magen und wurde im selben Jahr unter Christian Herfarth Oberarzt am Universitätsklinikum Ulm.
1982 erhielt Schlag eine Professur für onkologische Chirurgie am Universitätsklinikum Heidelberg. Mit einem Stipendium der Deutschen Gesellschaft für Chirurgie besuchte er 1987 mehrere Krebszentren in den Vereinigten Staaten (darunter das Memorial Sloan Kettering Cancer Center, das National Cancer Institute, das University of Texas MD Anderson Cancer Center und die Mayo Clinic). 1987/88 war er Gastarzt an der Thoraxklinik Heidelberg, 1988 und 1990 Gastprofessor am  Roswell-Park-Memorial Institute in Buffalo, New York. 1992 wurde Schlag Professor für Chirurgie und Chirurgische Onkologie an der Charité Berlin, die zu der Zeit zur Freien Universität Berlin gehörte, ab 1999 zur Humboldt-Universität zu Berlin. Ebenfalls 1992 wurde er Direktor der Klinik für Chirurgie und Chirurgische Onkologie der Robert-Rössle-Klinik (eine Nachfolgeeinrichtung des Zentralinstituts für Krebsforschung) am Max-Delbrück-Centrum, das 2001 in das Helios Klinikum Berlin-Buch ausgegliedert wurde. 2008 wurde er Gründungsdirektor des Charité Comprehensive Cancer Center. 2013 wurde Schlag an der Charité Universitätsmedizin Berlin emeritiert.
Peter M. Schlag war seit 1971 verheiratet, er hat eine Tochter (* 1977) und einen Sohn (* 1979).

## Wirken
Peter M. Schlag machte sich um die Weiterentwicklung von Diagnostik und Therapie solider Tumoren auf der Basis molekularbiologischer Erkenntnisse und der Integration telematikunterstützter und computerunterstützter Operationstechniken verdient.
Schlag war weltweit einer der ersten Visceralchirurgen, der eine 3D-Visualisierung von Tumoren auf der Basis bildgebender Diagnostik zur OP-Planung und Instrumentennavigation bei der Resektion von Lebermetastasen entwickelte und einsetzte. Er gründete die Sektion „Computer- und Telematik-assistierte Chirurgie“ in der Deutschen Gesellschaft für Chirurgie und war Herausgeber des ersten deutschsprachigen Lehrbuchs dazu.
Schlag entwickelte die Methode der Wächterlymphknoten-Diagnostik bei Tumoren im Magen-Darm-Trakt klinisch weiter. Hierzu untersuchte er verschiedene Markierungsverfahren zur intraoperativen Tumorvisualisierung. Er gilt als Vorreiter mehrerer multimodaler Behandlungsverfahren, darunter die Tumorzell-Vakzinierung (siehe Krebsimpfstoff), die therapeutische Hyperthermie, die Isolated Limb Perfusion (ILP) und die Hyperthermische Intraperitoneale Chemotherapie (HIPEC), die er in klinischen Studien prüfte.
Schlags Arbeitsgruppe identifizierte das Gen MACC-1, das bei Darmkrebs Tumorwachstum und Metastasierung fördert und dessen Aktivität prognostisch wichtig ist. Darauf aufbauend wurde auch ein Bluttest entwickelt. Spätere Arbeiten Schlags befassten sich mit Whole Tumor Genome Sequencing (WTGS) und den Versuchen, weitere aussagekräftige Biomarker für Krebserkrankungen zu etablieren.
Laut Datenbank Scopus hat Schlag (Stand Januar 2020) einen h-Index von 75. Er war (Mit-)Herausgeber mehrerer wissenschaftlicher Fachzeitschriften, darunter Der Onkologe, European Journal of Cancer, The Oncologist, Onkologie und Recent Results in Cancer Research.

## Auszeichnungen (Auswahl)
- 1999: Deutscher Krebspreis[4]
- 2002: Mitglied der Leopoldina[5]
- 2019: Johann-Georg-Zimmermann-Medaille[6]